# Bildtafel der Verkehrszeichen in den westdeutschen Besatzungszonen und der Bundesrepublik Deutschland von 1945 bis 1953
Die Bildtafel der Verkehrszeichen in den westdeutschen Besatzungszonen und der Bundesrepublik Deutschland von 1945 bis 1953 zeigt die Verkehrszeichen im besetzten Westdeutschland bis 1953, als die erste bedeutende Novelle der Straßenverkehrs-Ordnung (StVO) in der Bundesrepublik Deutschland verordnet wurde. Neben den Verkehrszeichen der StVO wird hier unter anderem auf straßenverkehrstechnisch relevante Zeichenanordnungen im Verkehrsblatt und in der Eisenbahn-Bau- und Betriebsordnung (BO) eingegangen. Auf Grundlage des Erlasses über Verkehrszeichen und Einrichtungen an Reichsautobahnen vom 15. April 1938, als Bundesrecht bestätigt durch die Ersten Allgemeinen Verwaltungsvorschrift für die Auftragsverwaltung der Bundesfernstraßen vom 3. Juli 1951, werden hier auch die Autobahn-Verkehrszeichen behandelt.
Da die Besatzungsmächte in den Westzonen den deutschen Polizeibehörden misstrauten, wurden deren länderspezifische polizeiliche Strafverfügungsrechte, die sich vielfach in Bagatellfällen erschöpften, in der britischen und amerikanischen Besatzungszone aus Überlegungen zur Gewaltenteilung heraus aufgehoben. Lediglich in der französischen Zone behielt die Polizei ihre Sonderrechte. 1948 verdeutlichten die deutschen Behörden ihren Missmut über die Wegnahme der polizeilichen Strafverfügungsrechte. Inzwischen waren die Amtsgerichte und Anwaltschaften mit den ehemals durch die Polizei geregelten Bagatellfällen überlastet, da durch den stetig wachsenden motorisierten Verkehr die Zahl der Verstöße gegen die Straßenverkehrs-Ordnung ständig zunahm. Konfliktpotential bot insbesondere der manchmal laxe Umgang der Besatzungstruppen mit den deutschen Vorschriften. Gefragt wurde von juristischer Seite in den ersten Nachkriegsjahren auch, wie sich ein Verkehrsteilnehmer bei dem damaligen Mangel an den vielfach im Krieg zerstörten Verkehrszeichen zu verhalten habe und welche Schlussfolgerungen sich aus diesem Mangel für die Justiz ergeben würden. In den Mangeljahren und Hungerwintern nach dem Krieg wurde insbesondere auch der Diebstahl von Holzpfosten, die vielfach zur Befestigung von Verkehrszeichen dienten, regional zum Problem.
Grundsätzlich blieb die Straßenverkehrs-Ordnung von 1937 mit ihren Novellen bis zum 28. Januar 1944 auch nach Kriegsende gültig, doch wurden etliche kriegsbedingte und nationalsozialistisch motivierte Abschnitte beseitigt. Mit dem am 10. Oktober 1945 erlassenen Kontrollratsgesetz Nr. 2 verkündete der Alliierte Kontrollrat das Verbot der Nationalsozialistischen Deutschen Arbeiterpartei einschließlich ihrer angeschlossenen Organisationen. Das Verbot untersagte auch den Gebrauch des Hakenkreuzes. Spätestens damit war der Gebrauch des 1943 erlassenen Verkehrszeichens Bild 34a Rufstelle des NSKK-Verkehrshilfsdienstes rechtlich untersagt. Die Vier Mächte selbst stellten einige Verkehrszeichen auf, die nicht in der StVO enthalten waren und hauptsächlich den Besatzungstruppen und -behörden zur Orientierung dienten. Vom 7. September 1949 an galt die Straßenverkehrs-Ordnung (StVO) als Bundesrecht weiter.
Kurz nach Gründung der Bundesrepublik im Jahr 1949 wurde im Vergleich zum sich deutlich erhöhenden Verkehrsaufkommen ein dazu überproportionaler Anstieg von Verkehrsunfällen registriert. Die Zahl der Verkehrsunfälle lag nach Auskunft des Statistischen Bundesamts (StatBA) allein im zweiten Viertel des Jahres 1951 bei 80.509. Das waren 35 Prozent mehr als 1950 und ungefähr doppelt so viele wie 1937. Rund 90 Prozent der Unfälle gingen auf menschliches Versagen oder Verschulden zurück. Im kurzen Zeitraum vom 1. April bis zum 30. Juni 1951 starben rund 1900 Personen im Straßenverkehr und rund 54.000 wurden verletzt. Alle Bemühungen, diese dramatische Entwicklung in den Griff zu bekommen, waren bis dahin gescheitert.
Während der Zeit der Militärregierung Westdeutschlands wurden regional auch Verkehrszeichen der Besatzungsmächte verordnet. So stellte die Stadt Braunschweig in ihrem Verwaltungsbericht von 1948 fest, dass neben 116 deutschen auch 17 englische Verkehrszeichen aufgestellt worden waren.

## 62nd. Military Police Highway Patrol Company

Hinweistafel der 62nd US Highway Patrol Germany

Ende 1948 wurde in der US-amerikanischen Besatzungszone eine Autobahn-Militärpolizei (Military Police Highway Patrol) ins Leben gerufen, die bis 1958 existierte. Die mit amerikanischen Streifenwagen ausgerüsteten Einheiten waren auf dem gesamten Autobahnnetz der US-Zone im Einsatz. Zu den Aufgaben dieser Polizisten gehörte es, die Sicherheit auf den Straßen zu gewährleisten, auf die Einhaltung der Verkehrsregeln zu achten und in den ländlichen Gebieten unterstützend bei der Strafverfolgung tätig zu werden. Außerdem war die Highway Patrol auf Verkehrshilfsdienste versiert und half bei Verkehrsunfällen. Häufig begleitete ein deutscher Polizist die Einsätze, um unter anderem als Dolmetscher zu fungieren und deutsches Recht umzusetzen.

## Farben
Den Verkehrszeichen war das Farbtonregister 840 R zugrunde gelegt, das 1940, während des Zweiten Weltkriegs, eingeführt worden war. Das Register 840 R behielt bis 1971 seine Gültigkeit und wurde mit der damaligen StVO-Neufassung durch neue RAL-Systeme ersetzt.
Folgende Farbtöne wurden im Farbtonregister 840 R für die Verkehrszeichen festgelegt. In Klammern stehen die heutigen Farbnamen, die es damals noch nicht gab.
- Rot: RAL 2002 (Blutorange)
- Gelb: RAL 2007 (Leuchthellorange)
- Blau: RAL 5002 (Ultramarinblau)

Für schwarz und weiß wurde 1937 zwar keine Norm festgelegt, doch zur Orientierung darauf hingewiesen, dass die Normfarbe für weiß RAL 1 (RAL 9002 – Grauweiß) und für schwarz RAL 5 (RAL 9005 – Tiefschwarz) ist. Festgelegt war zudem ein weißer Anstrich für die Pfosten der Verkehrszeichen.
Mit der Normierung der Emailfarben durch den RAL ab 1940 war es nun möglich, viele der Verkehrsschilder in einheitlicher Farbgebung zu fertigen. Die Industrie hatte bis 1951 bereits Anstrichstoffe für reflektierende Lackierungen entwickelt. Verkehrsschilder, die durch Autoscheinwerfer angestrahlt wurden, zeigten eine rückstrahlende Wirkung.

## Typographie

Beispiel mit der Fetten Mittelschrift DIN 1451

Die typographische Grundlage bildete das 1932 erstmals erschienene Normblatt zur DIN 1451. Im Februar 1951 war dazu eine neue Ausgabe gültig geworden. Als Empfehlung war 1937 im Reichsgesetzblatt festgelegt worden, dass die dort enthaltenen Schriften eine Mindeststrichstärke von 7 Millimeter einhalten sollten. Die auf den Verkehrsschildern erscheinenden Zahlen sollten die Höhe der Versalien besitzen. Große Buchstaben hatten dabei nicht unter 50 Millimeter und Kleinbuchstaben nicht unter 35 Millimeter hoch abgebildet werden. Ausnahmen von diesen Regelungen wurden auf eigenen Musterblättern dargelegt.
Da insbesondere typographische Zeichen zur damaligen Zeit oft noch von Schildermalern erstellt wurden, konnte es zu deutlichen Abweichungen im Schriftbild und der Ausprägung einzelner Buchstaben kommen.

## I. Warnzeichen
(Bilder 1 bis 10)

Bild 1 Allgemeine Gefahrenstelle
Bild 2 Querrinne
Bild 3 Kurve
Bild 4 Kreuzung
Bild 5 Beschrankter Eisenbahnübergang
Bild 6 Unbeschrankter Eisenbahnübergang
Bild 7 Dreistreifige Bake (links) – vor unbeschranktem Übergang
Bild 8 Dreistreifige Bake (rechts) – vor beschranktem Übergang
Bild 9 Zweistreifige Bake (links)
Bild 10 Einstreifige Bake (rechts)

## II. Gebots- und Verbotszeichen
(Bilder 11 bis 31)

Bild 11 Verkehrsverbot für Fahrzeuge aller Art
Bild 12 Verbot einer Fahrtrichtung oder Einfahrt
Bild 13 Verkehrsverbot für Kraftwagen
Bild 14 Verkehrsverbot für Krafträder
Bild 15 Verkehrsverbot an Sonn- und Feiertagen
Bild 16 Verkehrsverbot an Sonn- und Feiertagen
Bild 17 Gebot für Radfahrer, Verbot für alle anderen Verkehrsteilnehmer, den bezeichneten Weg oder Straßenteil zu benutzen
Bild 17 Gebot für Reiter, Verbot für alle anderen Verkehrsteilnehmer, den bezeichneten Weg oder Straßenteil zu benutzen[16]
Bild 17 Gebot für Fußgänger, Verbot für alle anderen Verkehrsteilnehmer, den bezeichneten Weg oder Straßenteil zu benutzen[16]
Bild 18 Verkehrsverbot für Fahrzeuge über ein bestimmtes Gesamtgewicht
Bild 19 Verkehrsverbot für Fahrzeuge über eine bestimmte Breite
Bild 20 Verkehrsverbot für Fahrzeuge über eine bestimmte Höhe
Bild 21 Verbot der Überschreitung bestimmter Fahrgeschwindigkeiten
Bild 21 Verbot der Überschreitung bestimmter Fahrgeschwindigkeiten. Diese Rekonstruktion nach einem Foto von 1950 zeigt eine alternative Darstellungsmöglichkeit
Bild 22 Halteverbot
Bild 23 Parkverbot
Bild 24 Vorgeschriebene Fahrtrichtung – Rechts
Bild 25 Vorgeschriebene Fahrtrichtung – Geradeaus
Bild 26 Vorgeschriebene Fahrtrichtung – Rechts abbiegen
Bild 27 Vorgeschriebene Fahrtrichtung – Rechts abbiegen oder geradeaus
Bild 28 Einbahnstraße
Bild 29 Haltzeichen an Zollstellen
Bild 30 Vorfahrt auf der Hauptstraße achten!
Bild 30a Halt! Vorfahrt auf der Hauptstraße achten!
Bild 30b Skizze für die Kennzeichnung einer Straße, auf der zur Beachtung der Vorfahrt gehalten werden muss
Bild 31 Droschkenplatz

## III. Hinweiszeichen
(Bilder 32 bis 52)

Bild 32 Parkplatz
Bild 33 Vorsichtszeichen
Bild 33 Vorsichtszeichen „Schule“[17]
Bild 34 Hilfsposten
Bild 34 Hilfsposten (mit Pfeil rechtsweisend)[17]

### Zeichen für Laternen, die nicht die ganze Nacht über brennen
(Bilder 35 bis 36)

Bild 35 Ring für Laternenpfähle
Bild 36 Schild für Laternen an Überspannungen

### Ortstafel
(Bilder 37 bis 38)
Anstelle des Verwaltungsbezirks konnte in den Grenzräumen seit Einführung der am 1. Januar 1938 gültig gewordenen StVO gegebenenfalls der Begriff „Zollgrenzbezirk“ angegeben werden. Hierzu gab es kein eigenes Bild in der Vorschrift.

Bild 37 Vorderseite
Bild 38 Rückseite

### Wegweiser für Reichsstraßen (ab 1951: Bundesstraßen)
(Bilder 39 bis 41)
Rückwirkend zum 24. Mai 1949 wurden die Reichsstraßen mit dem Gesetz über die vermögensrechtlichen Verhältnisse der Bundesautobahnen und sonstige Bundesstraßen des Fernverkehrs vom 2. März 1951 in Bundesstraßen umbenannt.

Bild 39
Bild 40
Bild 41

### Wegweiser für sonstige befestigte Straßen

Bild 42

### Wegweiser für unbefestigte Straßen

Bild 43

### Reichsstraßen-Nummernschild (ab 1951: Bundesstraßen-Nummernschild)

Bild 44

### Zeichen für Ring- oder Sammelstraßen für Fernverkehr

Bild 45

### Vor-Wegweiser

Beispiel eines Vor-Wegweisers in einen Kreisverkehr (Frühjahr 1945)

(Bilder 46 bis 51)

Bild 46
Bild 47
Bild 48
Bild 49
Bild 50
Bild 51

- Beispiel eines Vor-Wegweisers in einen Kreisverkehr
(Frühjahr 1945)

### Zeichen für Hauptverkehrsstraßen

Bild 52

## IV. Zeichen zur Leitung des Verkehrs bei Straßensperrungen
(Bilder 53 bis 58)

### Signalscheiben auf Drehgestellen zur Verkehrsregelung bei halbseitigen Sperrungen
(Bilder 53 bis 54)

Bild 53

### Wegweiser für Umleitungen
(Bilder 55 bis 56)

Bild 55 Umleitung mit Umleitungspfeil
Bild 56 Umleitung ohne Umleitungspfeil

### Tafel für Umleitung des Verkehrs auf Reichsstraßen (ab 1951: Bundesstraßen)
(Bilder 57 bis 58)

Bild 57 Skizze

## Unnummerierte, aber ab 1.Januar 1938 ebenfalls gültig gewordene Zeichen

Verkehrsverbot für Kraftwagen und Krafträder[16]
Verkehrsverbot für Kraftwagen und Krafträder an Sonn- und Feiertagen[16]
Übergang für Fußgänger (mit Pfeil rechtsweisend)[17]
Verkehrsverbot für Fahrräder[17]

## Zusatztafeln

Anfang Beginn einer Verbotsstrecke; unterhalb von Bild 22 oder Bild 23
Verlauf der Verbotsstrecke; unterhalb von Bild 22
Verlauf der Verbotsstrecke; unterhalb von Bild 23
Ende Ende einer Verbotsstrecke; unterhalb von Bild 22 oder Bild 23
Drei scharfe Kurven folgen
Drei Querrinnen folgen
Achtung! Sechs Kurven!
Vorsicht! Starkes Gefälle!
Baustelle
Bild 21 mit der Zusatztafel „Gegenverkehr“ an der Autobahn Stuttgart–Ulm nahe Wiesensteig im Jahr 1950.

## Nicht in der StVO aufgeführt, aber im Reichsverkehrsblatt veröffentlichte Zeichen
Folgende Zeichen wurden ursprünglich im Reichsverkehrsblatt 1939 veröffentlicht, sind in der Straßenverkehrs-Ordnung jedoch nicht enthalten gewesen. Die Verordnung aus dem Reichsgesetzblatt wurde erst 2006 aufgehoben.

Haltestellenzeichen für Straßenbahnen nach Anlage 1 (Durchmesser 350 mm)
Haltestellenzeichen für Straßenbahnen nach Anlage 1 (Durchmesser 450 mm)
Haltestellenzeichen für Kraftfahrlinien nach Anlage 2 (Durchmesser 250 mm)
Haltestellenzeichen für Kraftfahrlinien nach Anlage 2 (Durchmesser 350 mm)
Beispiel eines Haltestellenzeichen für Kraftfahrlinien der Kraftpost
Haltestellenzeichen für Straßenbahnen nach Anlage 4 (Doppelhaltestelle)

## Leiteinrichtungen
Die Bestimmungen der Vorläufigen Richtlinien für den Ausbau der Landstraßen (RAL 1937) vom Dezember 1942 galten in der Bundesrepublik teilweise weiter. Allerdings gab es textliche Modifizierungen, wie das Fachbuch Die Straße von 1951 bestätigte. Der Anstrich für Leitsteine bestand wie bereits 1942 vorgegeben, aus einem 0,20 Meter hohen weißen Kopf und gleich darunter ein 0,12 Meter hoher schwarzer Strich. Insgesamt sollten überall dort, wo keine anderen gut erkennbaren Merkmale anzutreffen waren, Leitsteine oder Leitpföcke gesetzt werden. Die 1,20 Meter langen Leitpflöcke besaßen einen Durchmesser von 15 Zentimeter und 20 Zentimeter hohen weißen Kopf sowie darunter einen zwölf Zentimeter breiten schwarzen Ring. Sie sollten 0,70 Meter über der Geländeoberkante herausragen. Die Straßennummerierung befand sich zu Beginn der 1950er Jahre nun nicht mehr auf den Leitsteinen, sondern auf speziell behauenen oder aus Beton gegossenen Kilometersteinen, wobei die dem Verkehr zugewandte breitere Seite die Kilometerzahl und die Schmalseite zur Straße hin die aufgemalte schwarze Nummerierung auf gelbem Grund besaß.

Bild 34a Leitsteine nach Tafel VIII zu RAL 1937
In dieser Form wurden Leitsteine nach Gründung der BRD eingesetzt
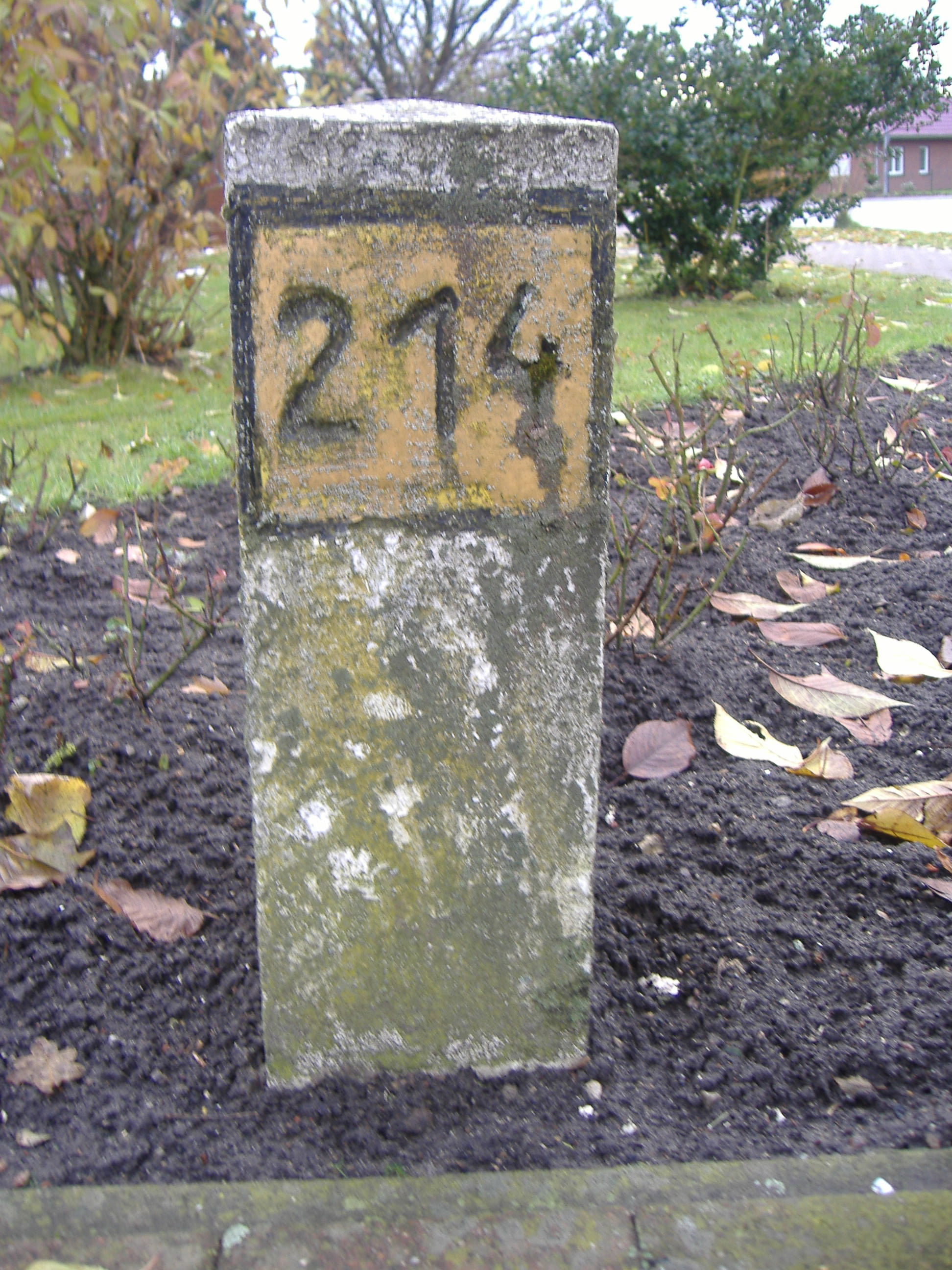
Kilometerstein (Schmalseite zur Fahrbahn)
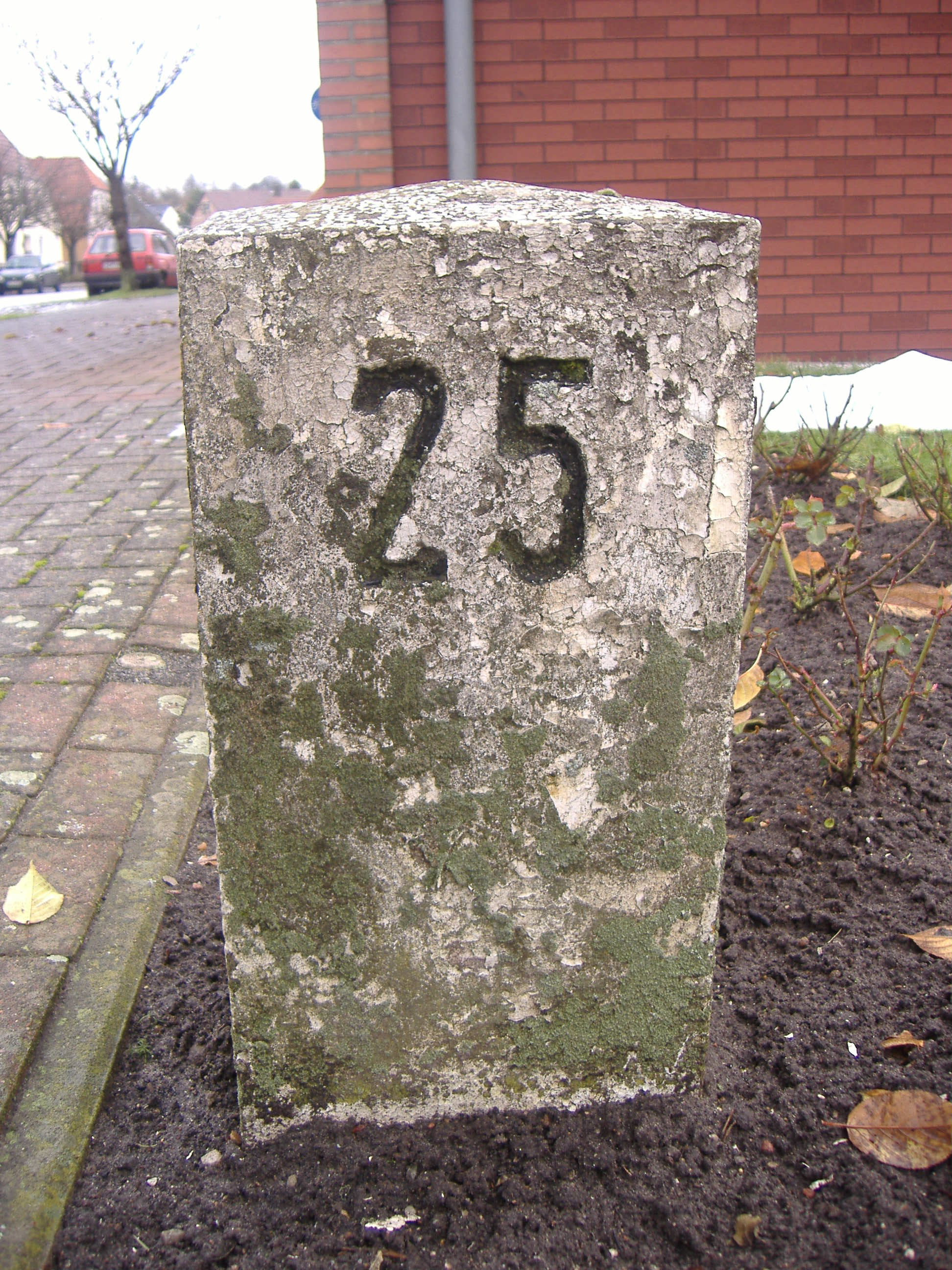
Kilometerstein in Fahrtrichtung

## Kennzeichen für Bahnübergänge in Schienenhöhe
Diese Zeichen waren nicht in die Straßenverkehrsordnung aufgenommen worden. Ihre Anordnung und Aufstellung regelte die Deutsche Reichsbahn-Gesellschaft, die durch das Gesetz zur Neuregelung der Verhältnisse der Reichsbank und der Deutschen Reichsbahn ab 1937 unter Reichshoheit gestellt wurde. Die Rechtsverhältnisse nach dem Zweiten Weltkrieg bis 1949 waren komplizierter. In der amerikanischen Zone wurden die Reichsbahndirektionen Augsburg, Frankfurt am Main, Kassel, München, Regensburg und Stuttgart (für die Bahnen in Württemberg-Baden) der Oberbetriebsleitung United States Zone in Frankfurt am Main unterstellt. Die Reichsbahndirektionen Essen, Hamburg, Hannover, Köln, Münster (Westfalen) und Wuppertal wurden in der Reichsbahn-Generaldirektion in der Britischen Zone zusammengefasst. Entsprechend der Bildung der Bizone entstand 1946 daraus die Hauptverwaltung der Eisenbahnen des amerikanischen und britischen Besatzungsgebiets. Sie verlegte 1947 ihren Sitz nach Offenbach am Main und nannte sich „Deutsche Reichsbahn im Vereinigten Wirtschaftsgebiet“. Nach Gründung der Bundesrepublik Deutschland erfolgte die Umbenennung in „Deutsche Bundesbahn“.

### Warnkreuze

Warnkreuz für beschrankten ein- oder mehrgleisigen Bahnübergang mit Fahrleitung
Warnkreuz für beschrankten ein- oder mehrgleisigen Bahnübergang
Warnkreuz für unbeschrankten eingleisigen Bahnübergang
Warnkreuz für unbeschrankten mehrgleisigen Bahnübergang
Das Warnkreuz gilt nur in Richtung des Pfeils
Beschrankter Wegübergang ein- oder mehrgleisig vor einer Reichsbahn-Einheitsschranke

### Warnlichtanlagen
Ein langsam blinkendes weißes Licht bedeutete: Der Übergang ist für den Straßenverkehr frei. Ein schnell blinkendes rotes Licht bedeutete: Halt! Der Übergang ist für den Straßenverkehr gesperrt. Die Paragraphen 79 (1) und 82 der Eisenbahn-Bau- und Betriebsordnung regelten den Umgang mit der Signalanlage. Sowohl die Arme des Warnkreuzes, als auch die weiß-roten Ränder der Warnlichttafel waren mit runden Rückstrahlern versehen, um die Zeichen bei Dunkelheit für Kraftfahrer noch besser erkennbar zu machen. Die Warnlichtanlagen wurden elektrisch oder bei fehlender Stromversorgungsmöglichkeit mit Azetylen betrieben. Ab 1943 wurden die Warnlichtanlagen mit zwei Lichtern – weiß und rot – sowie Anlagen, die zusätzlich mit der Leuchtaufschrift „Zwei Züge“ versehen waren, mit der Elften Verordnung zur Änderung der Eisenbahn-Bau- und Betriebsordnung vom 4. Februar 1943 Teil der Eisenbahn-Bau- und Betriebsordnung vom 17. Juli 1928. Diese Verordnung wurde am 23. Februar 1943 rechtsgültig.

#### Warnlichter für Wegübergänge der Eisenbahn-Bau- und Betriebsordnung

Betriebszeichen an eingleisiger Bahn
Warnzeichen bei Annäherung eines Zugs auf mehrgleisiger Bahn
Warnzeichen bei Annäherung zweier Züge auf mehrgleisiger Bahn

#### Ältere Warnlichter, die noch nicht abgebaut waren

Warnkreuz mit Doppelwarnlicht für unbeschrankten eingleisigen Bahnübergang
Warnkreuz mit Doppelwarnlicht für unbeschrankten mehrgleisigen Bahnübergang
Warnkreuz mit weißem Warnlicht für unbeschrankten eingleisigen Bahnübergang
Warnkreuz mit rotem Warnlicht für unbeschrankten eingleisigen Bahnübergang
Warnkreuz mit rotem Warnlicht, Leuchtaufschrift und Wecker für unbeschrankten mehrgleisigen Bahnübergang
Neuere Ausführung des Warnsignalschirms für unbeschrankten eingleisigen Bahnübergang

## Autobahnbeschilderung
Die Autobahnbeschilderung der Vorkriegszeit blieb bis zur StVO-Novelle 1956 unverändert erhalten. Rückwirkend zum 24. Mai 1949 wurden die Reichsautobahnen mit dem Gesetz über die vermögensrechtlichen Verhältnisse der Bundesautobahnen und sonstige Bundesstraßen des Fernverkehrs vom 2. März 1951 in Bundesautobahnen umbenannt.

### Tafeln im Mittelstreifen

Autobahnausfahrt-Ankündigungstafel mit Fernzielangaben (1945)
Autobahnausfahrt-Ankündigungstafel: 1000 Meter. (zwischen 1948 und 1958)[26]
Hauptschild, 50 Meter vor der Ausfahrt[26] (1953)

### Tafeln am rechten Fahrbahnrand

Autobahnausfahrt-Vorwegweiser ohne Distanzangaben an der Autobahn München – Berlin (1945)
Weiteres Beispiel für einen Autobahnausfahrt-Vorwegweiser (1953)
Drittes Beispiel für einen Autobahnausfahrt-Vorwegweiser (zwischen 1948 und 1958)
Autobahn-Entfernungstafel, die nach 1945 für die amerikanischen Besatzungstruppen entstand
Autohof-Ankündigungstafel (1947)
Entfernungsbake an Autobahnen: 600 Meter zur Ausfahrt[26]
Entfernungsbake an Autobahnen: 400 Meter zur Ausfahrt[26]
Entfernungsbake an Autobahnen: 200 Meter zur Ausfahrt[26]
Pfeilschild: Einfahrt zur Autobahn
Pfeilschild: Ausfahrt von der Autobahn

### Tafeln an Autobahntankstellen

Bild 1 Hinweisschild an einer Autobahntankstellenausfahrt
Bild 2 Wegweiser zur Autobahntankstelle
Bild 3 Pfeilschild „Ausfahrt“ mit Zusatzschild „Tank“

### Kilometersteine im Mittelstreifen

Mustervorgabe des großen Kilometersteins mit Zielortangabe in Richtung Autobahnnullpunkt
Ein 500-Meter-Stein mit Zielortangabe in Richtung Autobahnende